# АЕС Томарі
Атомна електростанція Томарі (яп. 泊発電所, Tomari hatsudensho) — діюча атомна електростанція в Японії. Це єдина в Японії атомна електростанція, розташована на острові Хоккайдо в префектурі Хоккайдо, а саме на південному заході острова, на узбережжі Японського моря, біля однойменного села. Загальна потужність електростанції становить 2070 МВт. Електростанція належить і управляється Hokkaido Electric Power Company.

## Історія та технічна інформація

### Витоки
22 листопада 1968 року Hokkaido Electric Power Company спочатку мала намір побудувати атомну електростанцію потужністю 350 МВт навколо міст Кьова і Томарі на Хоккайдо після того, як Kansai Electric Power Company оголосила про бажання побудувати ще два блоки на Хонсю. Будівництво електростанції було категорично відхилено Спілкою рибалок Іваная 28 травня 1969 року на 85-му з'їзді рибалок області. Незважаючи на цю відмову, 22 листопада 1969 року Hokkaido Electric Power Company видала дозвіл в іншому місці без будь-яких дозволів. У 1970 році префектура Хоккайдо знову розглядала можливість будівництва атомних електростанцій через швидке зростання попиту на електроенергію. Причина полягала в тому, що видобуток вугілля досяг 11 мільйонів тонн на рік, а це означало, що сама Японія вже не була в змозі покривати потреби будь-яких нових вугільних електростанцій власними поставками вугілля, і тому керівництво префектури розглядало будівництво атомної електростанції як єдиний варіант без великого імпорту електроенергії з найбільшого японського острова Хонсю. Оцінки показали, що критичний поріг був досягнутий ще в 1977 році. Компанія Hokkaido Electric Power Company погодилася оцінити відповідні місця на Хоккайдо, відповідно до намірів, зроблених двома роками раніше, і запропонувала місце поблизу міст Кьова і Томарі, як і планувалося раніше, але не було реалізовано. Альтернативними місцями були Хамамацу і Тайсей. Однак Хамамацу запропонував місце лише для одного блоку, тоді як Тайсай міг вмістити до чотирьох блоків, що зробило його більш придатним для майбутньої атомної електростанції. Тому обидва місця залишилися вільними для наступних проектів. Ще в 1968 році Міністерство міжнародної торгівлі та промисловості оцінило, серед іншого, розташування в Томарі, а також інше альтернативне місце в Хамаекі, яке також було цікавим варіантом, але було невигідним через віддаленість від місць найбільшого споживання. 24 червня 1971 року на узбережжі запланованого майданчика Кьова-Томарі відбулася перша публічна демонстрація проти атомної електростанції.

### Блок 1 і 2
Точні плани електростанції, яка тоді називалася Кьова-Томарі, були оголошені Hokkaido Electric Power Company в 1976 році. Було заплановано, що два реактори потужністю 580 МВт будуть введені в експлуатацію в 1982 і 1984 роках. Кьова-Томарі мала стати першою атомною електростанцією на острові Хоккайдо. Майданчик був розташований на відстані 2 кілометрів від моря і був спроектований таким чином, щоб корпуси реактора виходили на місто Кьова, а турбінні зали — на місто Томарі. У листопаді 1981 року Міністерство міжнародної торгівлі та промисловості Кіова провело місцеве обговорення проекту, а 23 березня 1982 року уряд префектури Хоккайдо дав дозвіл на будівництво атомної електростанції. У червні 1982 року дозвіл на інвестиції електростанції було схвалено, після чого Hokkaido Electric Power Company подала заявку на отримання дозволу на будівництво перших двох блоків. Ця згода та прохання зустріли сильний опір місцевого населення. 4 жовтня 1983 року Міністерство міжнародної торгівлі та промисловості завершило перевірку безпеки двох блоків на основі звіту, підготовленого компанією Hokkaido Electric Power. Потім звіт було направлено до Комісії з ядерної безпеки, яка повторно розглянула звіт і знову публічно обговорила результати на наступному засіданні. 4 червня 1984 року Міністерство міжнародної торгівлі та промисловості надало Hokkaido Electric Power Company дозволи на будівництво обох блоків.

#### Будівництво
Будівництво першого блоку офіційно розпочалося 18 квітня 1985 року, а другого – 13 червня 1985 року. Роботи на першому блоку просувалися дуже швидко, так що до листопада 1985 року було побудовано близько 40,8% блоку. Для бетонної суміші, що використовується для обох блоків, було використано новий процес змішування, лише в 1985 році для атомної електростанції було змішано близько 500 000 кубічних метрів бетону. Збільшення потужності бетонного заводу означало, що до кінця 1985 року на обох блоках можна було виконати до 60% бетонних робіт. Ці нові бетонні заводи мали використовуватися як стандарт у майбутніх проектах атомної енергетики. До середини 1989 року другий блок був готовий на 77%, а до кінця 1989 року – на 80%. Вже встановлені парогенератори та турбіна. 10 листопада 1989 року корпус реактора був встановлений на блоці.

#### Введення в експлуатацію
Початкові прогнози передбачали, що перший блок знадобиться не раніше вересня 1982 року, а другий – у жовтні 1984 року, тому ці дати були встановлені як дати введення в експлуатацію. Через затримки, викликані протидією станції, введення в експлуатацію в 1980 році було перенесено на 1988 рік. У 1982 році ця дата була знову перенесена для обох блоків на 1989 і 1990 роки. Коли будівництво було уточнено, передбачалося, що перший блок буде введений в експлуатацію в червні 1989 року, а другий - в червні 1992 року. Через швидкий хід будівництва введення в експлуатацію першого енергоблоку в 1987 р. було перенесено на 1988 р. Проте введення блоку в експлуатацію виникло сильний спротив, після чого сформувався рух за недопущення його введення в експлуатацію. Особливо важливим був той факт, що це буде перший блок, який запрацює в Японії після Чорнобильської катастрофи.
16 листопада 1988 року перший реактор був уперше запущений у критичному стані, його супроводжували 800 демонстрантів, які протестували проти електростанції. Це поклало початок семимісячній пробній експлуатації електростанції. План передбачав, що в середині грудня 1988 року енергоблок буде вперше синхронізований з енергомережею, а в червні 1989 року буде введено в штатну роботу. Цей графік суворо дотримувався, перший блок був синхронізований з мережею 6 грудня 1988 року. Комерційна експлуатація була розпочата 22 червня 1989 року. Блок став 37-м операційним блоком в Японії.
Завантаження другого реактора тепловиділяючими елементами почалося 12 липня 1990 року і завершилося 16 липня. Це дозволило перевести реактор у критичний стан 25 липня 1990 року. Блок було підключено до мережі 27 серпня 1991 року, на 3 дні раніше запланованого терміну, і остаточно введено в промислову експлуатацію 12 квітня 1991 року.

### Блок 3
30 липня 1996 року Hokkaido Electric Power Company публічно оголосила, що хоче побудувати третій блок на АЕС Томарі потужністю 900 МВт, який повинен бути введений в експлуатацію до 2008 року. Причиною цього є підвищена потреба в енергії, яка в останні роки зростала майже на 100 МВт на рік. Хоча влітку поставки були стабільними, більші зимові навантаження вимагали закупівлі електроенергії з інших префектур. Оскільки префектура Хоккайдо є найпівнічнішою префектурою, потреба в опаленні в середньому вища, ніж у більшості префектур острова Хонсю. Однак проект був анонсований невчасно, оскільки одночасно були сильні протести щодо інших запланованих електростанцій. На відміну від попередніх АЕС, оцінку впливу на навколишнє середовище проводила сама Hokkaido Electric Power Company, а не незалежний інститут. Потім цей огляд має бути представлений Урядовій раді з питань розвитку енергетики у звіті, який оцінить, чи буде цей проект схвалений чи ні. У разі схвалення проекту префектура мала право аналізувати звіт. У 2000 році Hokkaido Electric Power Company подала технічну документацію на блок до Міністерства міжнародної торгівлі та промисловості для перевірки, яке затвердило проект блоку. У 2000 році Урядова рада з питань розвитку енергетики включила блок до плану розвитку до 2010 року. У 2001 році почали знімати схил для розвитку ділянки. Розглядався реактор типу APWR, але зрештою була розроблена спеціальна модель, яка має лише три контури першого контуру. Перші будівельні роботи почалися в 2003 році.

#### Будівництво
Плани від 2003 року вказували, що будівництво може розпочатися в листопаді 2003 року. Однак будівництво блоку офіційно розпочалося 18 листопада 2004 року. До початку 2007 року приблизно 66,1% блоку було завершено. У 2007 році Hokkaido Electric Power Company збільшила кількість робітників на місці, щоб прискорити будівництво. Наприкінці вересня 2007 року Mitsubishi Heavy Industries поставила 100-й парогенератор, виготовлений для Томарі-3. До початку 2008 року блок був готовий на 84%. Блок оцінювався в 2,5 мільярда доларів.

#### Введення в експлуатацію
У січні 2009 року Hokkaido Electric Power Company оголосила, що енергоблок може бути запущений в комерційну експлуатацію вже в жовтні 2009 року. Реактор був вперше переведений у критичний стан 3 березня 2009 року, а 20 березня 2009 року був вперше синхронізований з енергомережею. 22 грудня 2009 року установку було введено в промислову експлуатацію.

### Землетрус і цунамі Тохоку 2011 року
5 січня 2011 року один із блоків було відключено для планового технічного обслуговування та дозволено повернутися до тестової експлуатації 7 березня 2011 року. Чотири дні потому, 11 березня 2011 року, стався землетрус Тохоку, в результаті якого цунамі серйозно пошкодило атомну електростанцію Фукусіма-Дайічі. З цієї причини станом на січень 2024 року всі 3 блоки все ще не працюють, щоб можна було вжити відповідних заходів. 29 травня 2013 року було оголошено, що блок 3 атомної електростанції Томарі планується перезапустити в липні 2013 року разом з першими двома блоками після того, як 18 липня 2013 року набудуть чинності нові правила для атомних електростанцій. Однак цей кінцевий термін не вдалося дотриматися, оскільки перевірка безпеки електростанції, здійснена Управлінням ядерного регулювання, виявила, що блок більше не відповідає новим нормам і тому більше не отримав дозволу на експлуатацію. Оператор, Hokkaido Electric Power Company, не надав подробиць про те, скільки часу займе робота на блоці, перш ніж реактори зможуть відновити роботу.

### Інциденти
17 серпня 2000 року один із робітників впав у ємність з радіоактивними відходами реактора, внаслідок чого робітник згодом помер у лікарні.
У вересні 2003 року було виявлено витік парогенератора, з якого витекло 140 літрів радіоактивної води.
Липень 2007 року ознаменувався трьома пожежами в технічних приміщеннях, ще одна пожежа сталася в жовтні того ж року. Обійшлося без постраждалих.

## Інформація про реактори
| Реактор  | Тип реактора    | Продуктивність | Продуктивність | Початок будівництва | Підключення до мережі | Введення в експлуатацію | Закриття |
| Реактор  | Тип реактора    | Нетто          | Брутто         | Початок будівництва | Підключення до мережі | Введення в експлуатацію | Закриття |
| -------- | --------------- | -------------- | -------------- | ------------------- | --------------------- | ----------------------- | -------- |
| Томарі-1 | Mitsubishi M212 | 550 МВт        | 579 МВт        | 18. 4. 1985         | 6. 12. 1988           | 22. 6. 1989             |          |
| Томарі-2 | Mitsubishi M212 | 550 МВт        | 579 МВт        | 13. 6. 1985         | 27. 8. 1990           | 12. 4. 1991             |          |
| Томарі-3 | Mitsubishi M312 | 866 МВт        | 912 МВт        | 18. 11. 2004        | 20. 3. 2009           | 22. 12. 2009            |          |